# Anillidris bruchi
Anillidris es un género de hormigas que solo contiene la especie Anillidris bruchi. Durante largo tiempo este género era incluido como un sinónimo del género Linepithema, pero fue recuperado por Shattuck (1992). Se distribuyen por el centro-sur de Sudamérica.